# Woodlawn (hrabstwo Baltimore)
Woodlawn – jednostka osadnicza w Stanach Zjednoczonych, w stanie Maryland, w hrabstwie Baltimore.